# Eternal Melody
Az Eternal Melody Yoshiki japán rockzenész első, saját szerzeményű klasszikus zenei stúdióalbuma, mely 1993. április 21-én jelent meg, producere George Martin volt, és a Londoni Filharmonikus Zenekar játszotta fel. A lemezen X Japan-feldolgozások mellett két új dal is szerepelt és 6. helyet ért el az Oricon slágerlistáján. 2001-ben a lemez újra megjelent, a Polydor kiadásában.

## Számlista
Az összes szám szerzője Yoshiki; hangszerelők zárójelben.
| 1. | Overture                         | 9:13 |
| 2. | Vanishing Love (Graham Preskett) | 4:54 |
| 3. | Amethyst (Graham Preskett)       | 6:18 |
| 4. | Kurenai (Graham Preskett)        | 4:43 |
| 5. | Endless Rain (George Martin)     | 6:17 |
| 6. | Unfinished (Gavin Greenaway)     | 6:30 |

| 7.  | Say Anything (Gavin Greenaway)             | 10:07 |
| 8.  | Silent Jealousy (Graham Preskett)          | 4:59  |
| 9.  | A Piano String in Es Dur (Gavin Greenaway) | 3:36  |
| 10. | Week End (Graham Preskett)                 | 5:55  |
| 11. | Rose of Pain (Gavin Greenaway)             | 7:34  |
| 12. | Tears (George Martin)                      | 4:24  |